# Abigor
Abigor ili Eligos je, prema demonologiji, petnaesti duh Goecije koji vlada nad šezdeset legija. Ima titulu vojvode pakla. Poznaje buduće događaje, tajne stvari koje se događaju za vrijeme ratova i može vojskovođe naučiti kako da steknu poštovanje svojih vojnika. Također, potiče pripadnike viših društvenih slojeva na zaljubljivanje.
Prema Lemegetonu, pojavljuje se u liku zgodnog viteza koji nosi koplje, zastavu i grb.
U djelu Pseudomonarchia Daemonum (1583.) nabraja se kao dvanaesti demon i daju mu se istovjetne karakteristike kao u Lemegetonu.